# 崔原溥
崔原溥（2008年2月18日—），中國賽車手，目前代表普雷马Argenti车队參加2025年GB3錦標賽。他上一次參加2024年英國F4錦標賽是隨Phinsys by Argenti車隊參賽，他也是梅賽德斯少年車隊的成員。

## 職業

### 卡丁車
崔原溥在2016年首次登上歐洲舞台，當時他8歲，參加了Rotax Max 挑戰賽總決賽的Micro Max類別比賽。他在積分榜上排名第33名。
2017年，他繼續前往歐洲，參加了在勒芒舉行的IAME國際總決賽。

### GB3錦標賽
崔原溥晉級到2025年GB3錦標賽一起加入阿根廷隊。